# Danosmta
Danosmta (čečensky Донойн-лам, gruzínsky დანოსმთა, Danosmta[zdroj?], rusky Доносмта, Доной-лам) je hora na bočním kavkazském hřbetu v pohoří Velký Kavkaz na hranici mezi Čečenskem a Gruzií. Na severním svahu pramení pravý přítok Šaro-Argunu Danějlamchi (rusky Данейламхи), jižní svah odvodňuje řeka Pirikitská Alazani v povodí Sulaku.
Název je odvozen od názvu z okresu Šaroj pocházejícího čečenského tejpu Dónoj (čečensky До́ной).
Hora leží na hranici mezi čečenským okresem Šaroj na severu a gruzínskou historickou oblastí Tušetie na jihu. Nejbližším trvale osídleným místem na severním svahu je Itum-Kali.
S nadmořskou výškou 4176 m patří ke 3. kategorii co do náročnosti výstupu. Koncem 19. století došlo v souvislosti s rozvojem alpinismu k sérii prvovýstupů. Zasněžený vrchol Danosmty byl pokořen mezi prvními, a to roku 1889 skupinou pod vedením N. Kuzněcova.